# Кок, Иероним
Иероним Велленс де Кок (нидерл. Hieronymus Wellens de Cock; 1518, Антверпен — 10 октября 1570, Антверпен) — фламандский живописец, гравёр, мастер офорта, и издатель; крупнейший издатель гравюр в Северной Европе второй половины XVI века. Его издательство сыграло ключевую роль в превращении гравюры из искусства отдельных художников и мастеров в художественное производство, основанное на разделении труда. В период с 1548 года до его смерти в 1570 году издательский дом Иеронима Кока опубликовал более 1100 гравюр — огромное количество по меркам того времени.

## Биография
Иероним родился в Антверпене в 1518 году, он был вторым сыном в семье известного художника Яна Велленса де Кока. Его старший брат Маттейс был живописцем-пейзажистом.
Как художник-гравёр Иероним награвировал шестьдесят два офорта (по иным источникам около ста), частью по собственным, частью по чужим рисункам. В 1550—1551 годах он награвировал и напечатал на основе итальянских впечатлений серию из двадцати четырёх листов «Руины выдающихся памятников древнеримской архитектуры».
Он был талантливым художником-пейзажистом, о чём упоминает Джорджо Вазари и о чём свидетельствует его последняя серия из двенадцати пейзажных офортов 1558 года.
В 1545 году Иероним Кок был принят в качестве мастера-художника в Гильдию Святого Луки в Антверпене. С 1546 по 1547 год он жил и работал в Риме. В 1547 году он вернулся в Антверпен, женился на Волкене Дириксе (Volcxken Diericx). Вместе с женой основал в 1548 году издательский дом «На четырёх ветрах» (нидерл. In de Vier Winden; фр. Aux quatre vents).
Издательство выпустило свои первые гравюры в 1548 году. Большинство гравюр Кока были созданы по мотивам картин или рисунков, специально созданных для него художниками из Нидерландов, такими как Питер Брейгель Старший, Мартен ван Хемскерк, Иероним Босх, Ламберт Ломбард.
Многие работы Брейгеля были выполнены специально по заказам Кока. Кок также сотрудничал с испанским картографом Диего Гутьерресом; в 1562 году издал подготовленную последним карту Америки.
Кок нанял лучших гравёров своего времени, таких как Ян (Йоханнес) Вирикс, Адриан Колларт, Филип Галле, Корнелис Корт, Дирк Волькертсен Коорнгерт и итальянец Джорджо Гизи. Издательство «На четырёх ветрах» сыграло важную роль в распространении искусства итальянского Высокого Возрождения в странах Северной Европы, поскольку Кок публиковал гравюры, сделанные по картинам и рисункам ведущих итальянских художников, таких как Рафаэль Санти, Франческо Приматиччо, Аньоло Бронзино, Джулио Романо и Андреа дель Сарто.
Итальянский архитектор и теоретик-палладианец Винченцо Скамоцци скопировал многие гравюры, опубликованные Коком в 1551 году для его тома о Риме, и использовал их для издания «Рассуждения о древностях Рима» (Discorsi sopra L’antichita di Roma; Венеция, 1583).
Иероним Кок сотрудничал с выдающимся фламандским архитектором и рисовальщиком-орнаменталистом эпохи Северного Возрождения Корнелисом Флорисом и архитектором-декоратором Гансом Вредеманом де Врисом. Сочинение Корнелиса Флориса «Множество новых образцов античных скульптур» (Veelderley niewe inuentien van antycksche sepultueren) было опубликовано в 1557 году, а «Множество разновидностей гротесков» (Veelderley veranderinghe van grotissen) в 1556 году. Публикация этих книг способствовала распространению так называемого «стиля Флориса» по странам Северной и Центральной Европы.
В 1559 и 1561 годах Иероним Кок опубликовал две серии пейзажных гравюр анонимного фламандского рисовальщика, которого теперь называют «Мастером малых пейзажей». Серия пейзажей была написана с натуры в окрестностях Антверпена и оказала важное влияние на развитие фламандского и голландского реалистического пейзажного искусства.
После смерти Иеронима Кока в 1570 году в Европе продолжало действовать самое известное издательство к северу от Альп. Его вдова Волкен Дирикс продолжала вести дело до своей смерти в 1601 году. В 1572 году она опубликовала книгу Доминика Лампсония под названием «Изображения некоторых знаменитых художников Нижней Германии» (Pictorum aliquot celebrium Germaniae dependents effigies), состоящую из 23 гравированных портретов художников (Нижней Германией тогда называли Нидерланды). Поскольку все включённые в книгу художники были к моменту издания уже мертвы, Лампсоний снабдил портреты короткими стихотворными эпитафиями на латыни. Иероним Кок не дожил до завершения проекта и Лампсоний включил в книгу стихотворение, посвящённое памяти Иеронима Кока и восхваляющее творчество его вдовы.
Портреты и тексты представляют собой почётный список первых поколений нидерландских художников. Таким образом, их публикация способствовала формированию «канона знаменитых нидерландских художников», которое шло полным ходом ещё до того, как Карел ван Мандер, используя поэтические тексты Лампсония, опубликовал биографии в своей знаменитой «Книге о художниках» 1604 года.
Для большинства проектов издательского дома Кока было характерно разделение производства на два последовательных этапа: рисовальщики выполняли подготовительные рисунки для гравюр, которые затем другие мастера переносили на металлические доски. Так возникла европейская традиция больших мастерских по изготовлению гравюр, книжных иллюстраций, географических карт и многого другого.

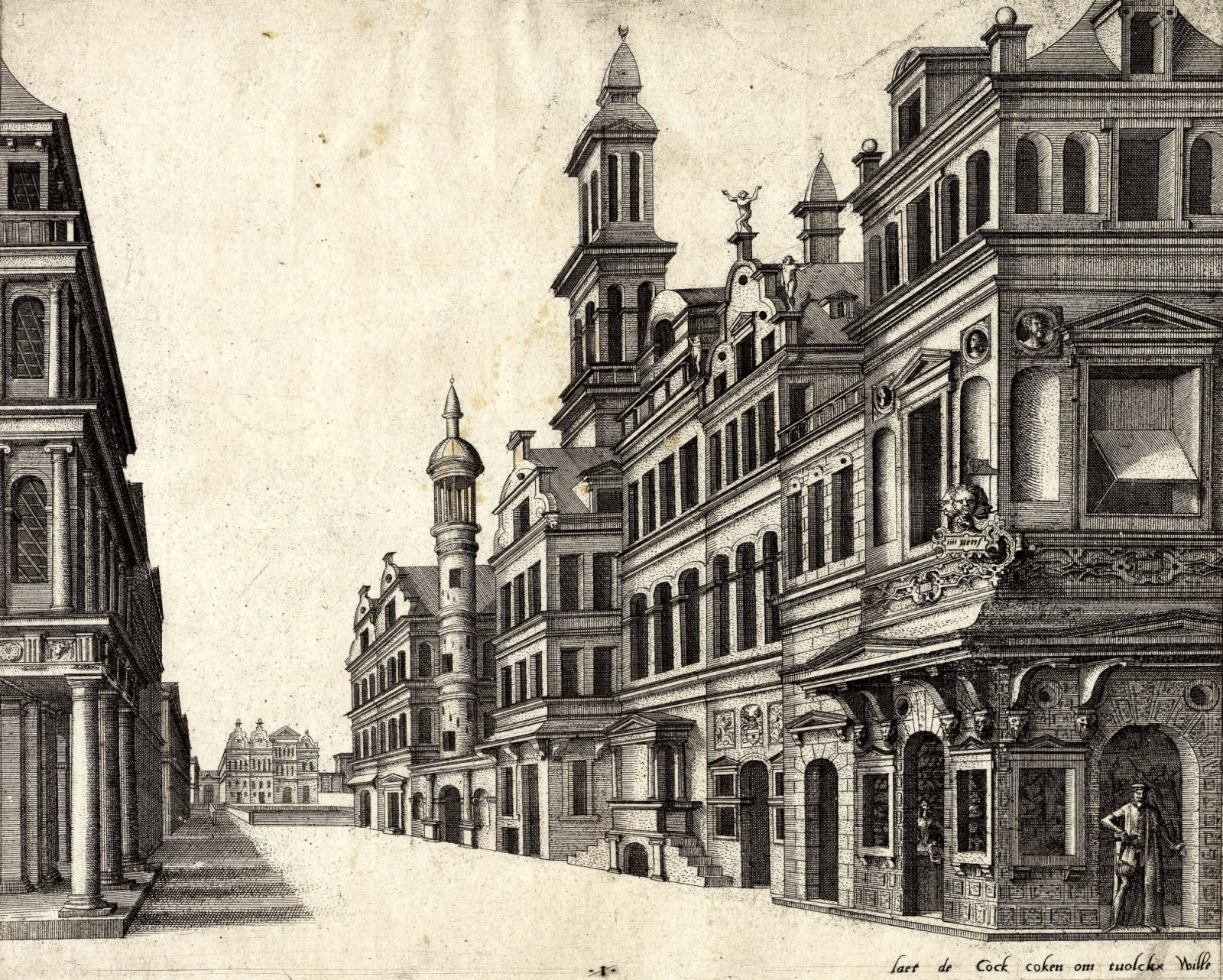
Г. Вредеман де Врис. Иероним Кок с женой у дверей своей мастерской «Aux quatre vents» в Антверпене. 1560. Офорт
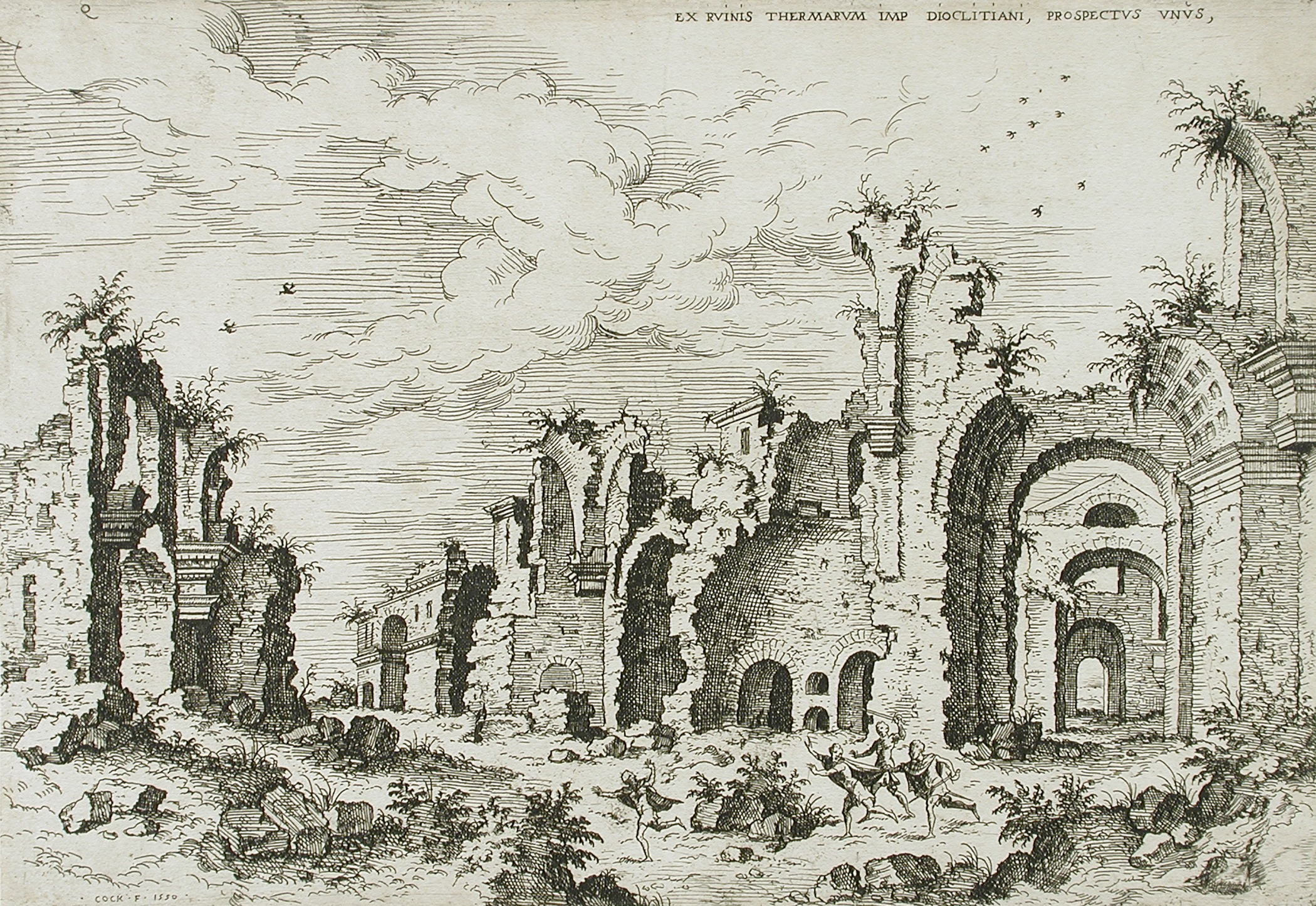
И. Кок. Руины Терм Диоклетиана в Риме. Офорт издания «Руины выдающихся памятников древнеримской архитектуры». 1550—1551
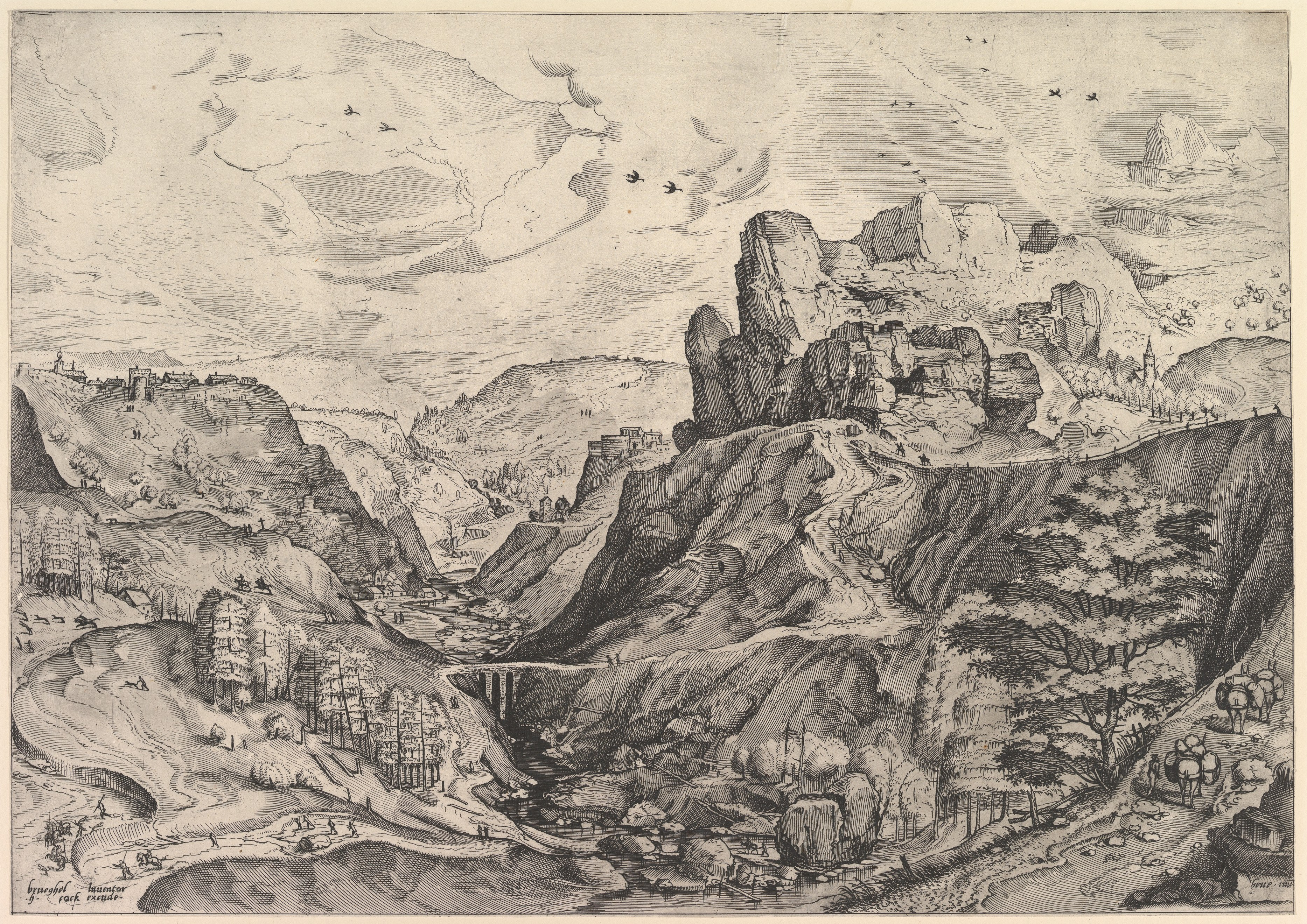
Aльпийский пейзаж. Офорт Л. ван Дутекюма по рисунку П. Брейгеля Старшего. 1555–1556
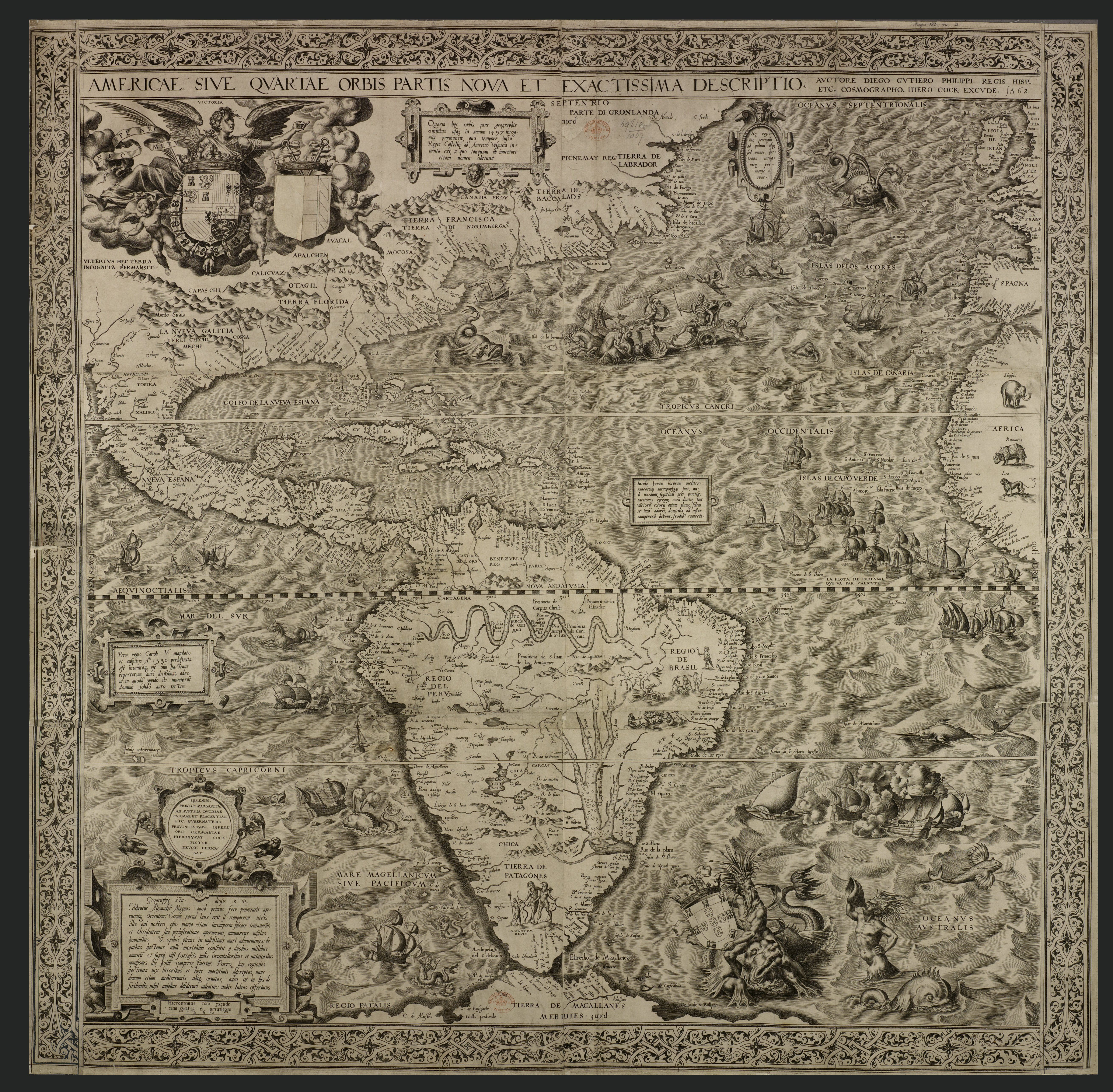
Диего Гутьеррес. Карта Америки. 1562
Д. Лампсоний. Титульный лист издания  «Изображения некоторых знаменитых художников Нижней Германии». 1572
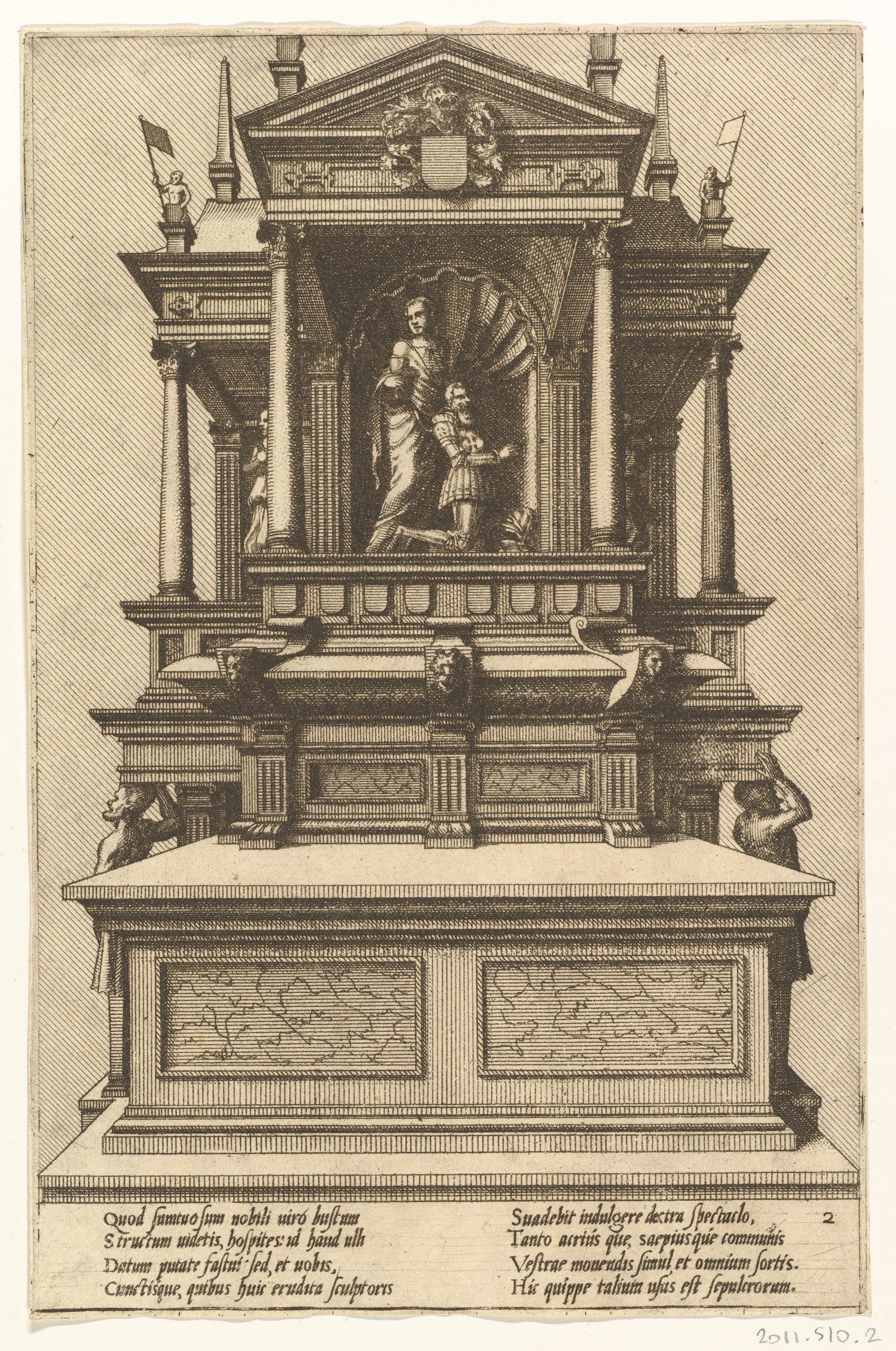
Проект кенотафа. Офорт Л. ван Дутекюма по рисунку Г. Вредемана де Вриса. 1563
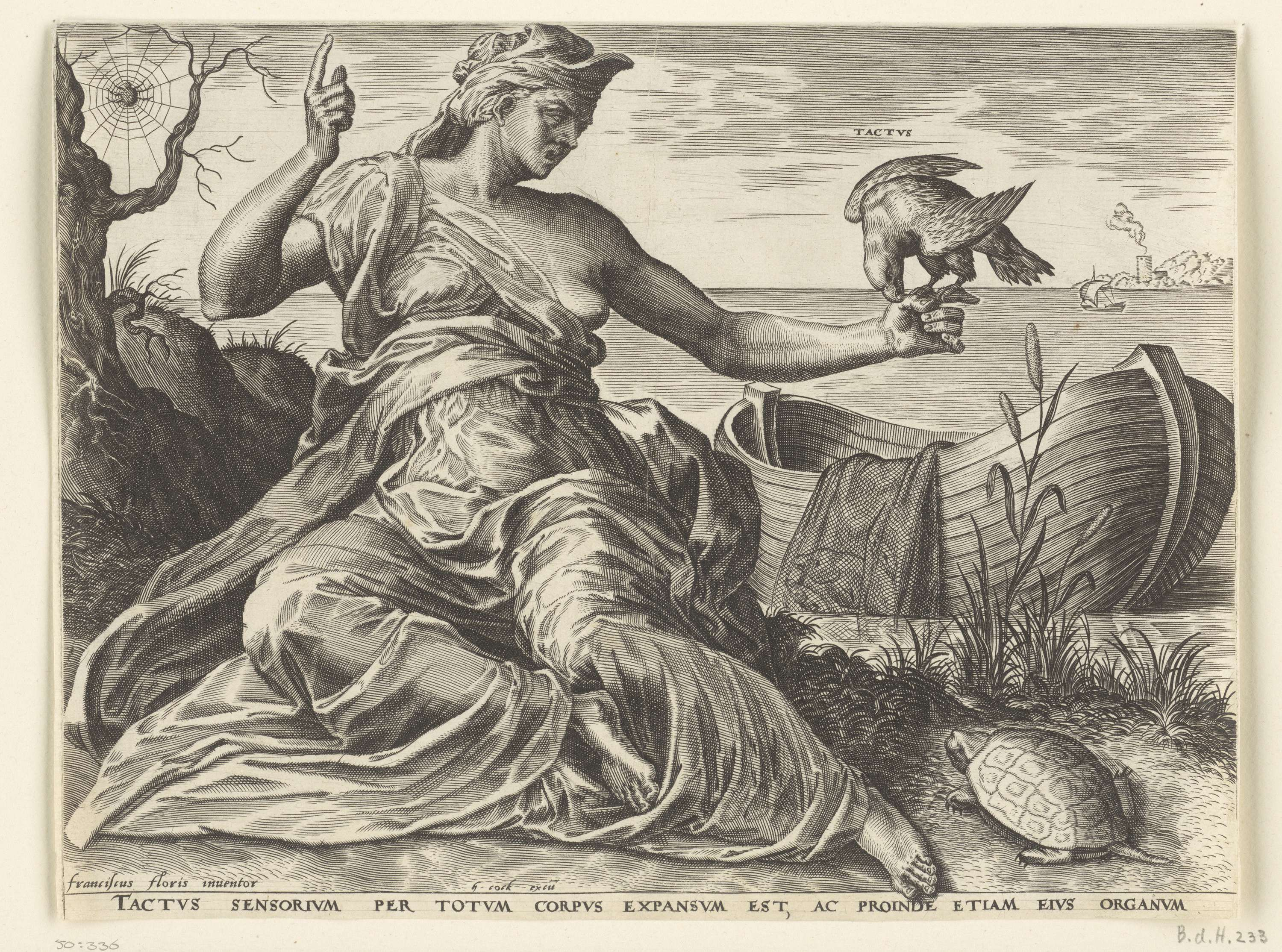
Аллегория чувства. Офорт К. Корта по рисунку Ф. Флориса. 1561
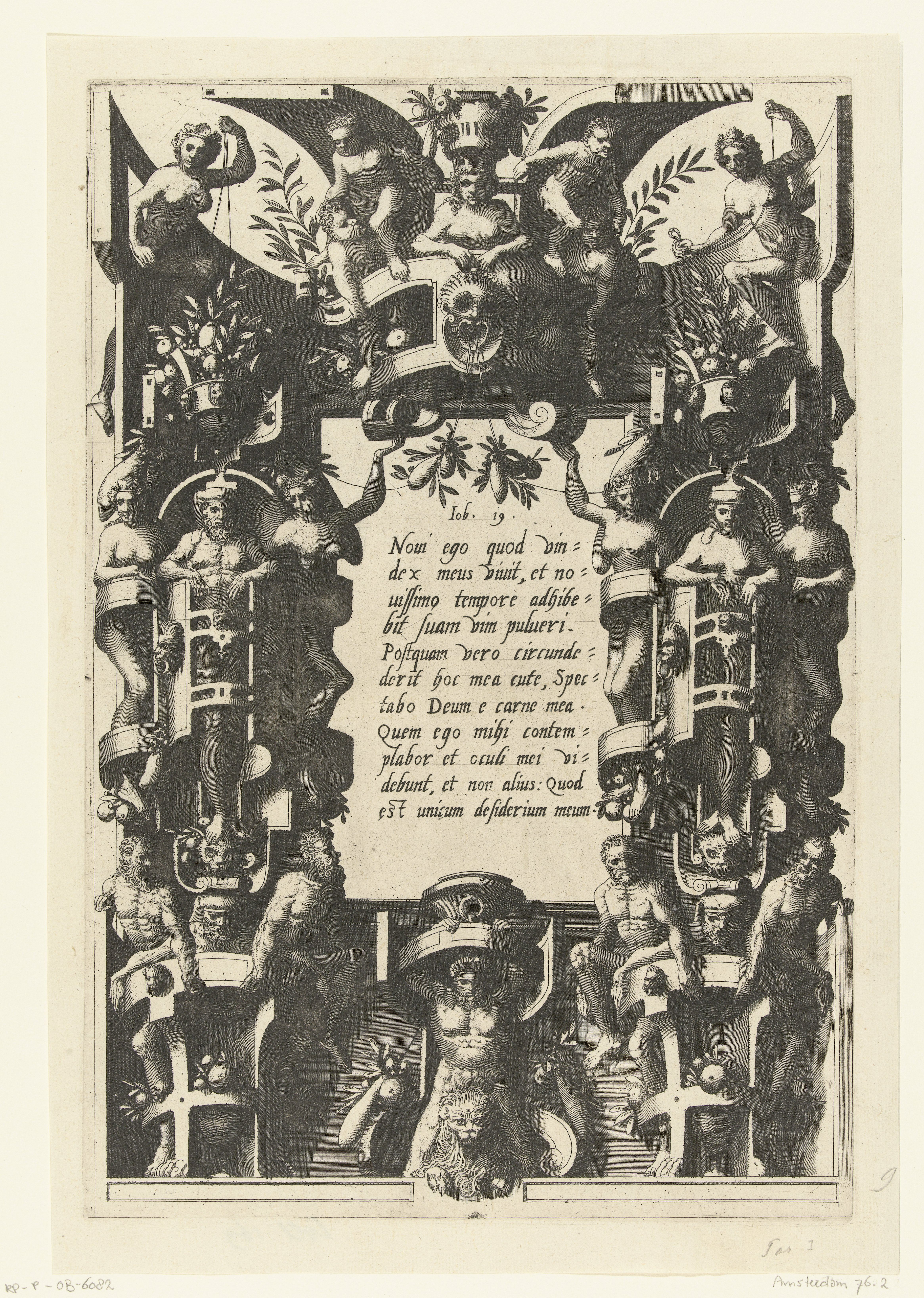
Титульный лист издания картушей и рольверков по рисункам К. Флориса. 1557
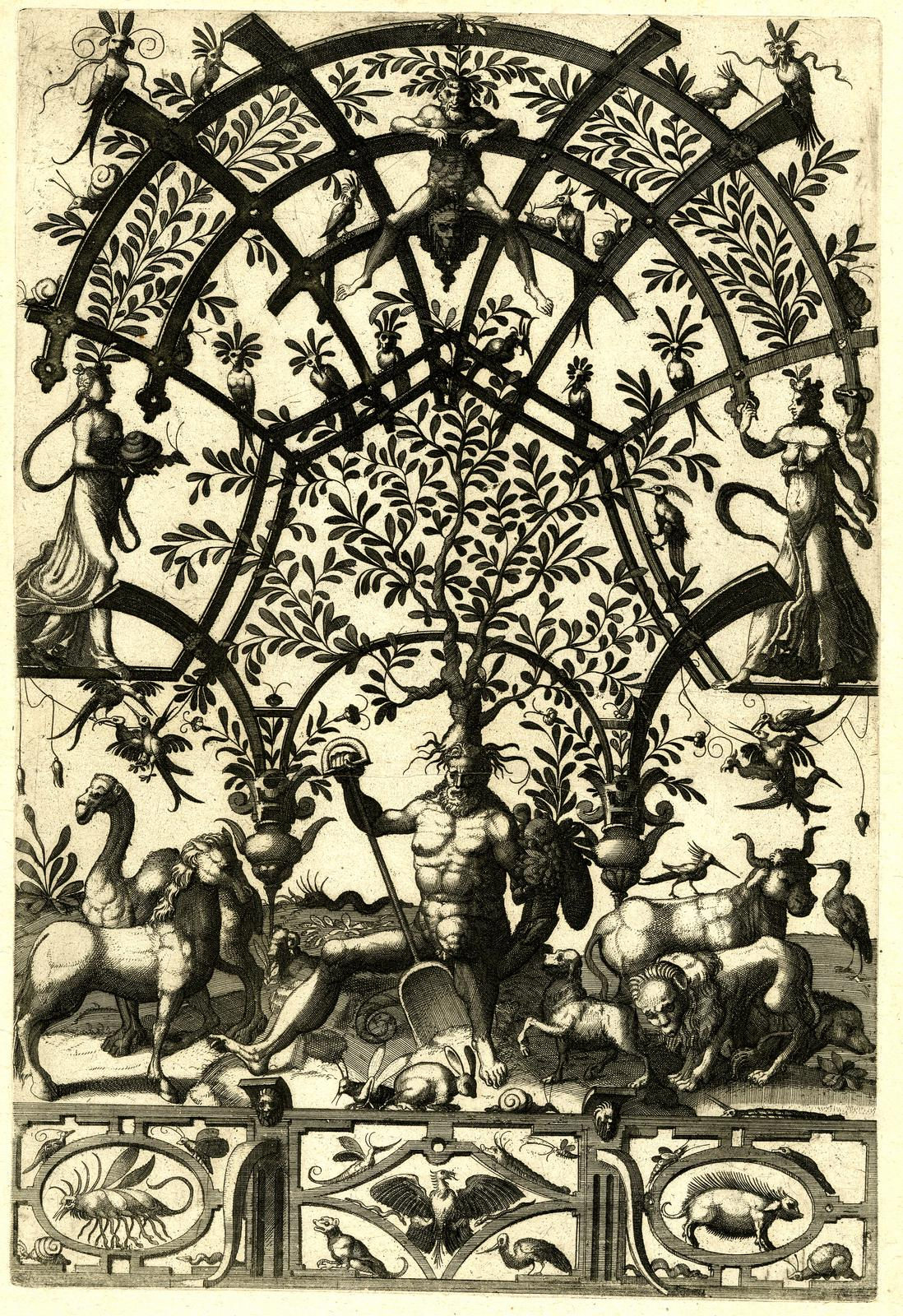
Офорт Л. ван Дутекюма по рисунку К. Флориса